# Pražnice
Pražnice är en ort i Kroatien.   Den ligger i länet Dalmatien, i den södra delen av landet, 280 km söder om huvudstaden Zagreb. Pražnice ligger 394 meter över havet och antalet invånare är 377.
Terrängen runt Pražnice är huvudsakligen kuperad, men åt nordost är den platt.  Närmaste större samhälle är Omiš, 13,8 km norr om Pražnice. Trakten runt Pražnice består i huvudsak av gräsmarker.